# Antonio Alzamendi
Antonio Valentín Alzamendi Casas (Durazno, 1956. június 7. – ) uruguayi válogatott labdarúgó.

## Pályafutása

### Klubcsapatban
1973-ban szülővárosa csapatában a Wanderers Duraznóban kezdte a pályafutását és 1974-ben a Policial Duraznóban folytatta. 1975 és 1978 között a Sud Américában játszott. 1978 és 1982 között az argentin Independiente játékosa volt. 1982 és 1983 között a River Plate-ben szerepelt. 1983-ban a Nacionallal bajnoki címet szerzett. 1983 és 1984 között a mexikói Universidad Autónoma de Guadalajarát erősítette. 1985-ben a Peñarol színeiben újabb bajnoki címet szerzett. 1986-ban az év dél-amerikai labdarúgójának választották. 1986 és 1988 között a River Plate játékosa volt és 1986-ban megnyerte a Copa Libertadorest, a világkupát és a Copa Interamericanát. 1988-tól 1990-ig Spanyolországban a Logroñésben játszott. 1990 és 1991 között az argentin Deportivo Mandiyú játékosa volt. 1993-ban a Rampla Juniorsban fejezte be a pályafutását.

### A válogatottban
1978 és 1990 között 31 alkalommal szerepelt az uruguayi válogatottban és 6 gólt szerzett. Tagja volt az 1983-as és az 1987-es Copa Américán győztes, illetve az 1989-es Copa Américán ezüstérmes válogatott keretének, valamint részt vett és az 1986-os és az 1990-es világbajnokságon.

## Sikerei, díjai
Nacional
- Uruguayi bajnok (1): 1983

Peñarol
- Uruguayi bajnok (1): 1985

River Plate
- Copa Libertadores (1): 1986
- Világkupa győztes (1): 1986
- Copa Interamericana (1): 1986

Uruguay
- Copa América győztes (2): 1983, 1987
- Copa América ezüstérmes (1): 1989

Egyéni
- Az év dél-amerikai labdarúgója (1): 1986
- Az Uruguayi bajnokság gólkirálya (1): 1985 (13 gól)
- A Supercopa Sudamericana gólkirálya (1): 1988 (4 gól)